# Шмидт, Аннерозе
Аннерозе Шмидт (нем. Annerose Schmidt; род. 5 октября 1936, Виттенберг — 10 марта 2022) — немецкая пианистка и музыкальный педагог.

## Биография
Дочь директора музыкальной школы, начала заниматься музыкой с пяти лет. В 1945 году выступила с первым концертом. 
Окончила Лейпцигскую консерваторию у Хуго Штойрера. 
В 1956 году выиграла впервые проводившийся Международный конкурс имени Шумана в Берлине. Выступала с концертами по всему миру, особенно с произведениями Вольфганга Амадея Моцарта и Роберта Шумана; как специалист по Шуману стала в 1964 году одним из первых лауреатов новоучреждённой Премии Роберта Шумана. 
В 1985 году получила также в Венгрии Премию Белы Бартока.
С 1987 году — профессор Берлинской Высшей школы музыки имени Эйслера, в 1990—1995 годах — её ректор.